# Leia paranensis
Leia paranensis är en tvåvingeart som beskrevs av Edwards 1933. Leia paranensis ingår i släktet Leia och familjen svampmyggor. Inga underarter finns listade i Catalogue of Life.